# Lijst van baarhuisjes in Nederland
Dit is een lijst van baarhuisjes in Nederland waarover een artikel op de Nederlandstalige Wikipedia is geschreven. De lijst is gerangschikt op alfabetische volgorde van plaatsnaam.
Baarhuisjes zijn gebouwtjes op een kerkhof of begraafplaats waar het lichaam van een overledene gedurende enkele dagen kon worden bewaard tot aan de begrafenis. Een deel van de baarhuisjes wordt als gemeentelijk of rijksmonument beschermd.
| Artikel                                     | Plaatsing | Locatie                                                      | Monumentnr | Afbeelding |
| ------------------------------------------- | --------- | ------------------------------------------------------------ | ---------- | ---------- |
| Baarhuis (Blauwhuis)                        | 1867-1871 | Blauwhuis, Vitusdyk bij 27                                   | 515174     |            |
| Baarhuis (Doorn)                            | 1873      | Doorn, Amersfoortseweg                                       | 508724     |            |
| Baarhuisje Algemene Begraafplaats Gorredijk | 1926-1928 | Gorredijk, Algemene Begraafplaats Gorredijk                  | 513156     |            |
| Baarhuis (Haren, Groningen)                 | ca. 1885  | Haren, Rijksstraatweg 290 (begraafplaats De Eshof)           | 513802     |            |
| Baarhuis (Haren, Noord-Brabant)             | ca. 1900  | Haren, Kerkplein 7                                           | 516615     |            |
| Baarhuis (Heesch)                           | 65        | Heesch, rooms-katholieke begraafplaats                       | 520582     |            |
| Lijkenhuis ('s-Hertogenbosch)               | 72        | 's-Hertogenbosch, begraafplaats Orthen                       | 524965     |            |
| Baarhuis (Huizinge)                         | 1916      | Huizinge, E.L. Ubbensweg bij 4                               | 517371     |            |
| Baarhuis (Oirschot)                         | 1880-1890 | Oirschot, Kapelpad                                           | 519157     |            |
| Baarhuis (Ouderkerk aan den IJssel)         | 1850-1870 | Ouderkerk aan den IJssel, IJsseldijk Noord tegenover 67      | 512187     |            |
| Baarhuis (Pieterburen)                      | 1850-1900 | Pieterburen, Wierhuisterweg 24 (begraafplaats Wierhuizen)    | 509433     |            |
| Baarhuis (Zutphen)                          | 1850-1900 | Zutphen, Warnsveldseweg 105 (Algemene begraafplaats Zutphen) | 523403     |            |